# Sigmen
Sigmen (bułg. Сигмен) – wieś w Bułgarii, w obwodzie Burgas, w gminie Karnobat. W 2023 roku liczyła 296 mieszkańców.